# ارجان مصطفی
ارجان مصطفی (عربی: ارجان مصطفى؛ زادهٔ ۵ مهٔ ۱۹۹۴) بازیکن فوتبال اهل عراق-سوئد است.
از باشگاه‌هایی که در آن بازی کرده‌است می‌توان به باشگاه فوتبال الفسبورگ اشاره کرد.
وی همچنین در تیم‌های ملی فوتبال زیر ۱۹ سال سوئد و عراق بازی کرده‌است.